# 堀田氏
堀田氏（ほったし）は、武家・華族だった日本の氏族。江戸時代前期に堀田正盛が徳川家光に老中に取り立てられ、その子達から3家の譜代大名家が出、維新後いずれも華族となった（伯爵1家、子爵2家）。

## 出自
堀田氏は、尾張中島郡堀田村に興った土豪としている書籍も多いが、近畿地方にも室町時代以前に遡れる堀田氏が多いことから、疑問視されている。
家紋学や地理的見地から堀田氏は祇園八坂神社社家（紀姓堀田氏）の流れ、つまり八坂氏と見る説がある（宝寿院 (祇園社の社家)参照）。京に残った系統と同社家分流の尾張国津島神社社家の二つの流れがあり、後者の系譜が尾張系である。この尾張系は、八坂氏直系の子孫たる祇園執行・八坂（堀田）俊全の子である、尾張津島天王祠官・堀田俊重の系統である。その津島神社に残る神官の堀田氏系図こそが、本来の彼らの出自を示していると思われる。前述の土豪の一族も津島神社系堀田氏の分家である可能性がある。
八坂神社と津島神社は同じ牛頭天王社であることから八坂神社社家から津島神社社家が生まれたのは自然である。そのため、堀田家の家紋は、八坂神社の紋である三つ巴か木瓜（津島神社の紋は八坂神社由来の木瓜
）のいずれかである場合が殆どである。木瓜紋は、堀田木瓜や織田木瓜などに派生しており、織田氏はその氏神を祀る津島神社の木瓜をそのまま使い、尾張系の堀田氏は堀田木瓜を使う場合が多い。京の系統は三つ巴の方が多いが、堀田氏の大半は尾張系であり、堀田木瓜を使う場合が多い。
この津島神社社家に由来する堀田氏のうち、南北朝期に活動した堀田正泰の子孫の一部が武士化して津島を基盤に発展、仕えた織田氏、豊臣氏の全国制覇とともに歴史の表舞台に登場していった。これが近世大名の堀田氏である。家紋は堀田木瓜である。また、津島神社社家を代々務めた堀田氏は「右馬太夫家」といわれ、武士化した一族とは別に津島で発展した。また、この系統から派生した「番頭太夫家」は近世に商家として発展した。
堀田正泰系の堀田氏は「寛政重修諸家譜」において自らの出自を紀長谷雄の子孫とし、浦上氏・安富氏の本家筋にあたるとしている。ただしこれは、室町時代に武家の名門として中央で活躍し、同じ紀姓を名乗っていた両家の威光を利用し自らの出自を粉飾したものであるという説もある。この系譜は確かに疑わしいものの、前述のように堀田氏の祖を八坂神社の社家に求めるならば、紀長谷雄の血が入っている可能性は高い。紀長谷雄の曾孫忠方の娘の血が八坂神社・津島神社の社家に入っているからである。
なお、八坂氏の流れが堀田氏を名乗った理由であるが、八坂神社は秦氏の祇園信仰を推進するために建立されたとする説もあり、音の類似からも、秦氏と何らかの深い関係があったと考えられている。八坂神社と秦氏の関連性には荒唐無稽な説も存在するが、客観的見地からしても強い関連性がある。平安京の祇園観慶寺感神院（現在の八坂神社）は、都が平安京に移って早々広峰神社から勧請されたものであり、祭神の牛頭天王（素戔嗚尊）が分祠されたとされている（つまり、広峰神社は祇園社の元宮）。広峰の地である播州平野はもともと秦氏が開いた野であり、すなわち本貫地であり、広峰の祭神は秦氏が祀っていた韓神（からかみ）である。その韓神の日本における神名が素戔嗚尊（及び同一視される牛頭天王）になっている。当然、広峰神社の紋は八坂神社や津島神社と同じ木瓜紋である。また、八坂神社のもう一つの紋である三つ巴は、同じく秦氏と関連性の強い八幡神社と同じ紋である。そもそも八坂神社の方でも、八坂氏は同族の他の系統と区別するために八坂と名乗っていたが、それは氏でなく家の名前であって、実際は一族としては秦と名乗っていた可能性がある（藤原氏の中で家名が多くあったのと同じ）。
なお、江戸時代初期に川越藩主だった堀田正盛が寛永15(1638)年に仙波東照宮を造営した際に奉納した鳥居には、「堀田加賀守従四位下藤原正盛」と刻まれており、藤原氏を称している。

## 戦国時代
江戸時代以前においては、斎藤氏、ついで織田氏、豊臣氏に仕えた堀田盛重が著名である。もともと豊臣恩顧の一族であったが、堀田氏のうち堀田正吉が関ヶ原の戦い以後に徳川氏に仕えたといわれる。

## 江戸時代
正吉の子の堀田正盛は母が稲葉正成の先妻との間の子であった縁で、正成の後妻・春日局の支援をうけ、3代将軍徳川家光に近侍し重用された。若年寄・老中も歴任し、川越藩、松本藩を経て寛永19年（1642年）、下総佐倉藩11万石の大名になった。跡を嗣いだ正盛の長男・堀田正信は不祥事から佐倉藩を改易されてしまう（松平信綱と対立したためとも、佐倉惣五郎事件の責任を問われたとも言われるが詳細不明）。しかし正盛の功績により正信の長男・正休はお家再興を許され、この系統は上野吉井藩、後に近江宮川藩主となった。
正盛の三男の堀田正俊（正信の弟）は春日局の養子となり、5代将軍徳川綱吉の時代に大老まで上り詰め、その子孫も譜代大名として幕府の要職を占めて佐倉藩に戻ったため、こちらの系統が本家と見なされるようになった。幕末の老中堀田正睦は諸外国の交渉に奔走、息子で最後の佐倉藩主堀田正倫は譜代中藩であったことから明治元年の戊辰戦争に際しては上京して旧幕府勢力のための哀訴を行ったが、このことで佐倉藩の方向曖昧が疑われ、謹慎を命じられた。まもなく許されて両総房三州の触頭を務めた。

## 明治時代以降

### 堀田宗家子爵家
最後の宮川藩主堀田正養は明治2年（1869年）の版籍奉還で藩知事に任じられるとともに華族に列し、明治4年の廃藩置県まで藩知事を務めた。
明治17年（1884年）の華族令施行で華族が五爵制になると正養は『叙爵内規』の基準に基づき旧小藩知事として子爵位を授けられた。
堀田正養子爵は貴族院の子爵議員に当選し、研究会幹部として活躍。研究会が反立憲政友会の立場をとっていた明治41年3月に第1次西園寺内閣に逓信大臣として入閣したことで世間を驚かせたが、そのために研究会を除名される憂き目にあった。
正養の婿養子で明治44年7月に襲爵した堀田正亨子爵は大正8年（1919年）に株式会社を設立すると称して、爵位を利用した詐欺および文書偽造を働き、罰金刑に処せられている。

### 正俊流堀田伯爵家
最後の佐倉藩主堀田正倫は明治2年（1869年）の版籍奉還で藩知事に任じられるとともに華族に列し、明治4年の廃藩置県まで藩知事を務めた。
明治17年（1884年）の華族令施行で華族が五爵制になると正倫は『叙爵内規』の基準に基づき旧中藩知事として伯爵位を授けられた。
堀田正倫伯爵は後継者となる男子に恵まれなかったため鍋島直柔の息子・正恒を婿養子として迎えた。正恒は海軍省参事官を経て貴族院の伯爵議員となり、研究会に所属。犬養内閣・齋藤内閣・岡田内閣の海軍政務次官も務めた。
昭和前期に堀田伯爵家の邸宅は東京市渋谷区上智町にあった。
戦後、正恒の長男・堀田正久は昭和34年（1959年）に佐倉市長に当選、昭和50年（1975年）まで4期に亘って務め、佐倉市の開発に貢献し、佐倉市名誉市民を贈られた。

### 正高流堀田子爵家
最後の佐野藩主堀田正頌は明治2年（1869年）の版籍奉還で藩知事に任じられるとともに華族に列し、明治4年の廃藩置県まで藩知事を務めた。
明治17年（1884年）の華族令施行で華族が五爵制になると正頌は『叙爵内規』の基準に基づき旧小藩知事として子爵位を授けられた。
その跡を継いだ養子堀田正路子爵は海軍軍人として活躍した。
昭和前期に正高流堀田子爵家の邸宅は東京市淀橋区下落合にあった。

### その他の堀田家
堀田家の人間で、福島正則に仕えた者は多い。家臣の堀田勘左衛門、堀田弥五右衛門は知られている。堀田勘左衛門は、資料によって「勘右衛門」と記されているが（左が正しい可能性が高い）、福島正則の銃隊長、鉄砲頭、物頭として記録されている。
尾張に残った堀田理右衛門の一族は、後に津島に帰郷し、更に酒造業を営んで財をなした。その邸宅は「堀田家住宅」として国の重要文化財に指定されている。その他、正則に仕えて安芸に赴き、正則の改易で家臣団が解散した際、同地に残った堀田家もある。同家は、福島の重臣小河安良（若狭守）の遺骨を同地の本照寺に埋葬し、長年同寺総代を務めていた。明治期に武道具商に転身し、原爆投下時まで同業を営んでいた。
京都系では、元検察官の堀田力などが有名である。また、京都系から派生したと思われる北陸系には、富山県出身の堀田善右衛門（能登産業銀行・伏木銀行・關貯蓄銀行各取締役）及び堀田善九郞（伏木銀行取締役）の兄弟、富山県会議長・堀田勝文、子の芥川賞作家・堀田善衛などが知られる。

## 系図
```
太線は実子。細線は養子。

 ┃

蓋布流

 ┃

蓋能祁

 ┃

蓋須

 ┃

八坂保武知

 ┃

佐留

 ┃

木麻呂

 ┃

真鉏

 ┃

刀良

 ┃

宿奈麻呂

 ┃

田次

 ┃

吉長

 ┃

文茂

 ┃

長綱

 ┃

真連

 ┃

兼綱

 ┃

真綱

 ┃

貞行

 ┃

応円

 ┃

良円

 ┃

俊雲

 ┃

堀田俊全

 ┃

俊重

 ┃

重遠

 ┃

重泰

 ┃

正泰

 ┃

之盛

 ┃

正重

 ┃

正純

 ┣━━━━━━━┓

正道
　　　　　　
之正

 ┃　　　　　　　┃

正貞
　　　　　　
之継

 ┣━━━┓　　　┃

正秀
　　
道空
　　
一縄

 ┃　　　　　　　┃

正吉
　　　　　　
一継
　
 ┃　　　　　　　┣━━━┓

正盛
　　　　　　
一通
　　
一純
 （
旗本寄合席
堀田家）
 ┣━━━┓

正信
　　
正俊

 ┃　　　┣━━━┳━━━┳━━━━━━━━━┓

正休
　　
正仲
　　
正虎
　　
正武
　　　　　　　　
正高

 ┣━━━┓　　　　　　　┃　　　　　　　　　┣━━━┓

正朝
　　
正直
　　　　　　
正亮
　　　　　　　　
正峰
　　
正永

 ┃　　　┃　　　　　　　┣━━━┓　　　　　　　　　｜

正陳
　　
正春
　　　　　　
正順
　　
正時
　　　　　　　　
正賓

 ┃　　　　　　　　　　　┃　　　┃　　　　　　　　　┃

正邦
　　　　　　　　　　
正功
　　
正睦
　　　　　　　　
正富

 ┃　　　　　　　　　　　┃　　　┃　　　　　　　　　｜

正穀
　　　　　　　　　　
正愛
　　
正倫
　　　　　　　　
正敦

 ┃　　　　　　　　　　　　　　　｜　　　　　　　　　┃

正民
　　　　　　　　　　      　
正恒
　　　  　　　　
正衡

 ｜　　　　　　　　　　　　　　　┣━━━┓　　　　  ┃

正義
　　　　　　　　　　      　
正久
  
徳川義宣
　    
正修

 ｜　　　　　　　　　　　　　　　　　　　　　　　　　┃

正誠
　　　　　　　　　　　　　　　　　　　　　　　　
正頌

 ｜　　　　　　　　　　　　　　　　　　　　　　　　  ｜

正養
                                                
正路
```